# Agent de calcul
Un agent de calcul (calculation agent en anglais), est une personne travaillant au sein d'une Banque de Financement et d'Investissement, intégrée au middle office OTC (over-the-counter), et intervenant principalement sur des dossiers des titres de créance  de type EMTN (Euro Medium Term Notes) afin de calculer les flux inhérents aux différentes contreparties, en fonction de scénarios de remboursement définis au préalable par la Structuration, et ceci à différentes étapes du cycle de vie du produit. L'agent de calcul a également un rôle de contrôle entre le document juridique (Final Term / Pricing Supplement) et le document commercial (Term Sheet) accompagnant chaque contrat EMTN. Les conditions de remboursement sont ensuite communiquées via un agent payeur à une chambre de compensation (Clearstream, Euroclear).

## Au sujet des contratsEMTN
Les EMTN ou Euro Medium Term Notes sont des papiers commerciaux ou Notes émis par des Banques de Financement et d'Investissement à destination d'investisseurs corporatifs et contreparties éligibles, institutionnels ou banques privées. Ces dossiers sont organisés autour d'un sous-jacent de référence (actions ou panier d'actions, taux, matières premières, cours de change, fonds structurés et dérivés de crédit) autour duquel les équipes de la structuration présentes en salle des marchés vont élaborer des scénarios de payoff (remboursement) à destination du client détenteur de la Note. Ainsi on peut assimiler un contrat EMTN à une obligation OTC à conditions de remboursement et durée de vie variable. 
Les EMTN ne procurent pas forcément au client la garantie de remboursement du montant principal à l'échéance du contrat, ainsi les Notes ne sont pas notées par les agences de rating (Standard and Poor's, Moody's, Fitch). Il faut donc bien comprendre le fonctionnement de ces produits avant toute décision d'investissement : l'utilisation d'EMTN comme couverture du risque de marché dans un portefeuille d'instruments financiers peut s'avérer chose dangereuse !

## La structure desEMTN: l'exemple des EL-EMTN
Les EL-EMTN (Equity Linked - Euro Medium Term Notes) sont des contrats EMTN portant sur un sous-jacent Equity (actions, panier d'actions, indices ou panier d'indices). 
Voici une liste des 3 principales structures vendues : 
- Autocallable : un test sur les performances du sous-jacent à une date de valeur détermine le remboursement automatique du produit.
- Down and In Reverse Convertible : si les performances au sein du panier d'actions de référence sont plus mauvaises qu'une barrière fixée de manière arbitraire, et ceci pendant toute la durée de vie du produit, alors le principal (le montant payé par le client pour une Note) n'est plus garanti.
- Autocallable Floored Accrual Note : Pendant une période déterminée avant la date de valeur, un test est effectué de manière quotidienne pour déterminer le montant du coupon à payer à la contrepartie.

L'exemple du Down and In Reverse Convertible permet de comprendre la structure en amont d'un contrat EMTN. Ce type de dossier porte sur une ou un panier d'actions ou indices dont les performances vont être analysées afin de répondre à deux types de scénarios pour le remboursement. La structuration va tout d'abord déterminer des barrières activantes (trigger level), pourcentages des cours initiaux des sous-jacents. Dans le cas d'un Down and In on dit que la barrière est activée lorsque le cours du sous-jacent, ou d'une des valeurs du panier sur la période d'étude (elle s'étend généralement de la strike date à la date de valeur) passe en dessous du niveau fixé. Les barrières sont de type discrètes (si l'on observe le cours du ou des sous-jacents seulement à la clôture) ou continues si l'on se base sur le minimum en intraday. 
Une barrière activée signifie donc une performance médiocre du sous-jacent sur la période d'étude, le principal n'est plus garanti et le produit va donc rembourser en Cash (CASH SETTLEMENT) ou en Physique (PHYSICAL SETTLEMENT) selon la décision des équipes de trading.
Le type de remboursement en Physique permet d'observer de plus près le montage du produit. Sur ce type de dossier la contrepartie ne fait pas que perdre une partie de son principal, elle a quand même dès l'origine signé pour un coupon garanti à l'échéance. Au niveau de la banque le payoff est assuré par un swap à trois jambes.
La jambe fixe du swap est constituée par les coupons fixes que la banque payera aux clients ; la jambe flottante reçue par la position (cumul total des Notes émises) multipliée par un taux variable (souvent l'EURIBOR 3-Mois plus un spread).
La troisième jambe du swap est la plus structurée et fait la spécificité de ce type de dossier. Appelée Equity Leg, elle porte sur un échange d'actions et l'exercice d'une option. En effet, un règlement en physique s'effectue grâce à un transfert d'actions entre une banque et sa contrepartie par l'intermédiaire d'une chambre de compensation (Clearstream, Euroclear). La banque à la livraison des titres (qu'elle possède dans un de ses portefeuilles ou dans celui d'une filiale à l'étranger) va exercer simultanément une option de vente, un put afin de dénouer sa position prise en action, i.e « compenser la perte » due à la livraison. Les actions transférées étant indivisibles et livrées par Note, chaque Note remboursée en physique s'accompagnera d'un montant en cash qu'on appelle RCA ou Residual Cash Amount.